# Merv Johnson
Willis Merwyn Johnson, usuellement nommé Merv Johnson (né le 9 mai 1923 et mort le 14 juillet 2019) est un fermier et ancien politicien canadien, originaire de la Saskatchewan.

## Biographie
Johnson était membre du Parlement de Kindersley issu de la Fédération du Commonwealth Coopératif. Il fut élu pour la première fois à la chambre des communes en 1953 et réélu en 1957, avant d'être battu en 1958 aux élections du canton de Diefenbaker. Il se représenta plusieurs fois sous l'étiquette Nouveau Parti démocratique, sans succès.
En 1977, Johnson fut nommé agent général de la Saskatchewan à Londres. Il fut pendant plusieurs années président du CCF-NDP (Fédération du Commonwealth Coopératif-Nouveau Parti Démocratique)